# William Marshall Cochran
William Marshall Cochrane, britanski častnik, * 22. december 1817, † 30. julij 1898.
Rodil se je Williamu Erskinu Cochranu in njegovi ženi Mary Anne Manson. Bil je dvakrat poročen in imel šest otrok:
- Caroline Katherine Laura Mary Cochrane,
- Edith Hamilton Cochrane,
- polkovnik William Francis Dundonald Cochrane (1847-1927),
- kapitan fregate Thomas Erskine Cochrane (1849-1906),
- major John Palmer Cochrane (1852-1921) in
- Arthur Henry Douglas Cochrane (1856- 1925).